# 天鵝椅

天鵝椅是阿納·雅各布森於1958年為哥本哈根雷迪森SAS皇家酒店設計的一種椅。由丹麥傢具設計公司弗里茨·漢森生產。天鵝椅現在依然在生產。

丹麥國家銀行也採用了天鵝椅。